# 萨克森豪森 (图林根州)
萨克森豪森（發音：[zaksn̩ˈhaʊzn̩] ⓘ）是德国图林根州魏玛地区县曾经的一个市镇，面积4.86平方千米，2017年12月31日人口为358人。2019年1月1日，萨克森豪森与另外10个市镇合并为新市镇阿姆埃特斯贝格。